# Liste der Biografien/Nk
Liste der Biografien |
Portal Biografien |
Personensuche
# |
A |
B |
C |
D |
E |
F |
G |
H |
I |
J |
K |
L |
M |
N |
O |
P |
Q |
R |
S |
T |
U |
V |
W |
X |
Y |
Z |
?
 
Na |
Nb |
Nc |
Nd |
Ne |
Nf |
Ng |
Nh |
Ni |
Nj |
Nk |
Nl |
Nm |
Nn |
No |
Nr |
Ns |
Nt |
Nu |
Nv |
Nw |
Nx |
Ny |
Nz
Die Liste der Biografien führt alle Personen auf, die in der deutschsprachigen Wikipedia einen Artikel haben. Dieses ist eine Teilliste mit 80 Einträgen von Personen, deren Namen mit den Buchstaben „Nk“ beginnt.

## Nk

### Nka
- Nkabinde, Bess (* 1959), südafrikanische Juristin, Richterin am Verfassungsgericht der Republik Südafrika
- Nkaijanabwo, Egidio (* 1935), ugandischer Geistlicher, emeritierter Bischof von Kasese
- Nkaka, Aristote (* 1996), belgischer Fußballspieler
- Nkaké, Sandra (* 1973), französisch-kamerunische Sängerin und Schauspielerin
- Nkalanga, Placidus Gervasius (1919–2015), tansanischer Geistlicher, Bischof von Bukoba
- Nkama, Chinwendu Johan (* 1998), nigerianischer Fußballspieler
- Nkamhoua, Olivier (* 2000), finnischer Basketballspieler
- Nkamia, Juma (* 1972), tansanischer Journalist und Politiker
- Nkamsao, Audrey (* 1989), kamerunische Hürdenläuferin
- Nkanata, Carvin (* 1991), kenianischer Leichtathlet und Sprinter
- Nkanga, Otobong (* 1974), nigerianische Malerin
- Nkansa, Delphine (* 2001), belgische Sprinterin
- Nkansah, Elijah (* 1994), US-amerikanischer American-Football-Spieler
- Nkansah, Eric (* 1974), ghanaischer Sprinter
- Nkansah, Marian Asantewah (* 1979), ghanaische Chemikerin und Hochschullehrerin
- Nkansah, Steffen (* 1996), deutscher FußballspielerSteffen Nkansah (* 1996)

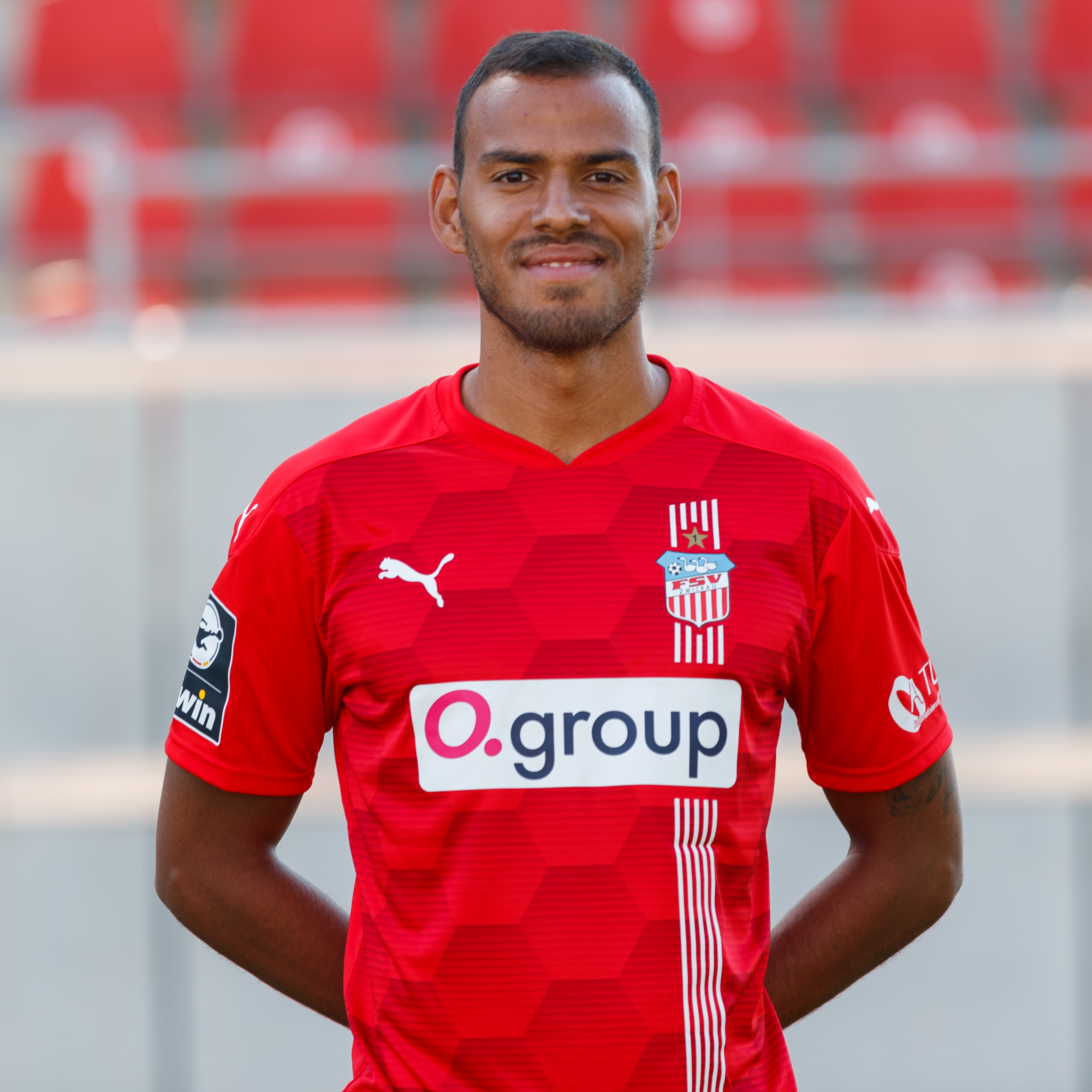
Steffen Nkansah (* 1996)

- Nkanuka, Cups (1931–2012), südafrikanischer Jazzmusiker (Tenorsaxophon, Komposition)
- Nkape, Tumo (* 1998), botswanischer Mittelstreckenläufer
- Nkazamyampi, Charles (* 1964), burundischer Leichtathlet

### Nke
- Nkembi, Junior (* 1996), deutscher American-Football-Spieler
- Nketani, Kennedy (* 1984), sambischer Fußballspieler
- Nketia, J. H. Kwabena (1921–2019), ghanaischer Musikethnologe und Komponist
- Nketiah, Eddie (* 1999), englischer FußballspielerEddie Nketiah (* 1999)

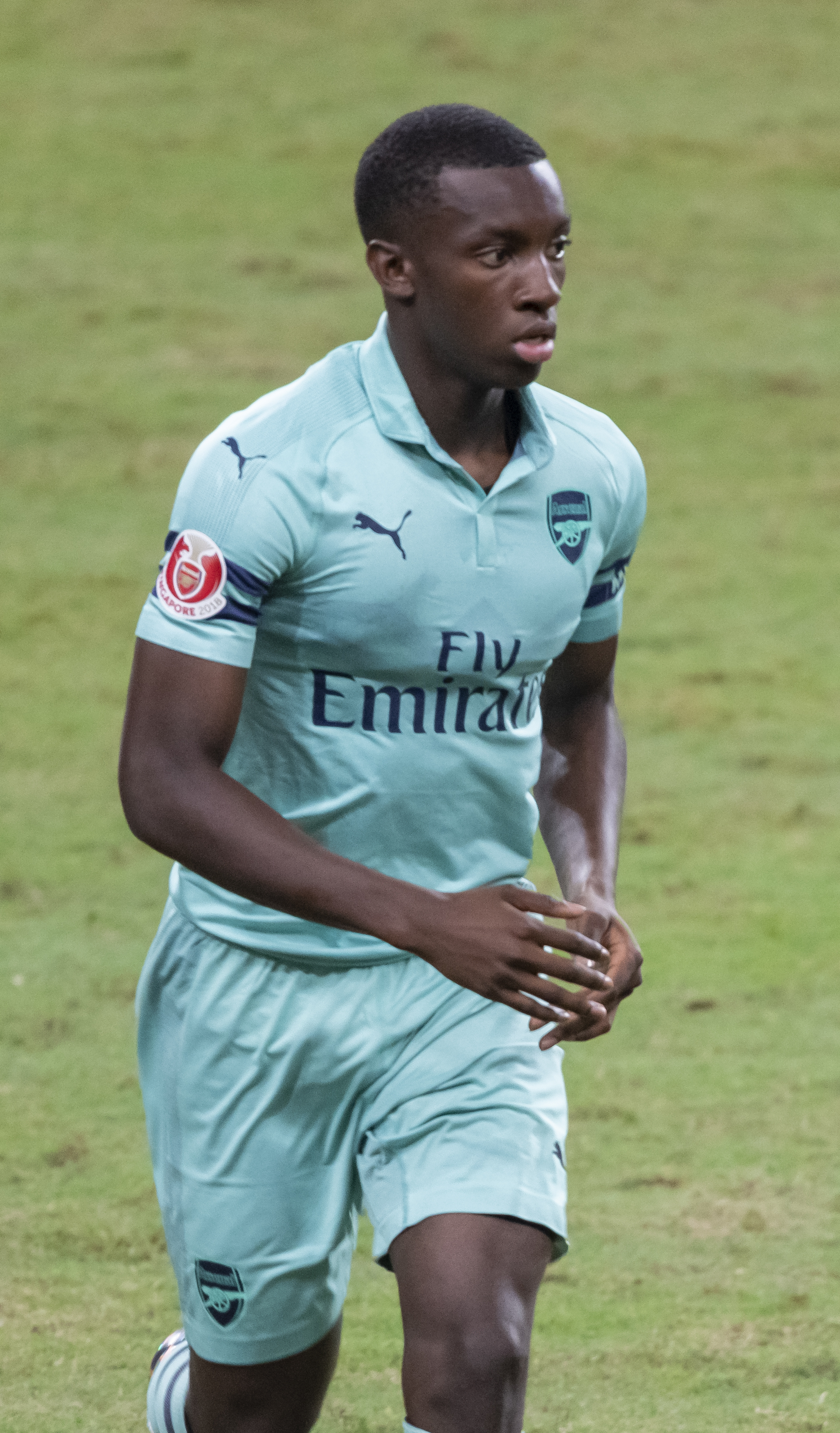
Eddie Nketiah (* 1999)

- Nketsiah, Matthias Kobena (* 1942), ghanaischer Geistlicher, emeritierter römisch-katholischer Erzbischof von Cape Coast
- Nketu, Emanuel Thabiso (* 1980), lesothischer Boxer

### Nkh
- Nkhasi, Namakoe (* 1993), lesothischer Leichtathlet
- Nkhata, Boniface (1961–2018), Minister der Ostprovinz von Sambia
- Nkhumishe, Mogale Paul (1938–2012), südafrikanischer Geistlicher, römisch-katholischer Bischof
- Nkhuwa, Mathew (* 1954), sambischer Politiker

### Nki
- Nkiere Keana, Philippe (1938–2024), kongolesischer Ordensgeistlicher, römisch-katholischer Bischof von Inongo
- Nkili, Ayanda (* 1990), südafrikanischer Fußballspieler
- Nkinga Bondala, Louis (* 1937), kongolesischer Geistlicher und emeritierter römisch-katholischer Bischof von Lisala

### Nko
- Nkoa, Patrick (* 1999), kamerunischer Fußballspieler
- Nkoana, Bradley (* 2005), südafrikanischer Sprinter
- Nkoana-Mashabane, Maite (* 1963), südafrikanische Politikerin und Diplomatin
- Nkobela, Aobakwe (* 1994), botswanischer Hochspringer
- Nkobi, Thomas (1922–1994), südafrikanischer Politiker
- Nkobolo, Onkabetse (* 1993), botswanischer Leichtathlet
- Nkoka, Lebenya (* 1982), lesothischer Leichtathlet
- Nkolo Kanowa, Oscar (* 1957), kongolesischer Ordensgeistlicher, Bischof von Mweka
- Nkom, Alice (* 1945), kamerunische Rechtsanwältin und Menschenrechtlerin
- Nkoma, Georgette (* 1965), kamerunische Sprinterin
- Nkomo, Joshua (1917–1999), simbabwischer Politiker
- Nkonde, Sunday, Generalstaatsanwalt in Sambia
- N’Kong, Alain (* 1979), kamerunischer Fußballspieler
- Nkongolo, Joseph Ngogi (1916–1999), kongolesischer Geistlicher, Bischof von Mbujimayi
- N’Kono, Thomas (* 1955), kamerunischer FußballspielerThomas N’Kono (* 1955)

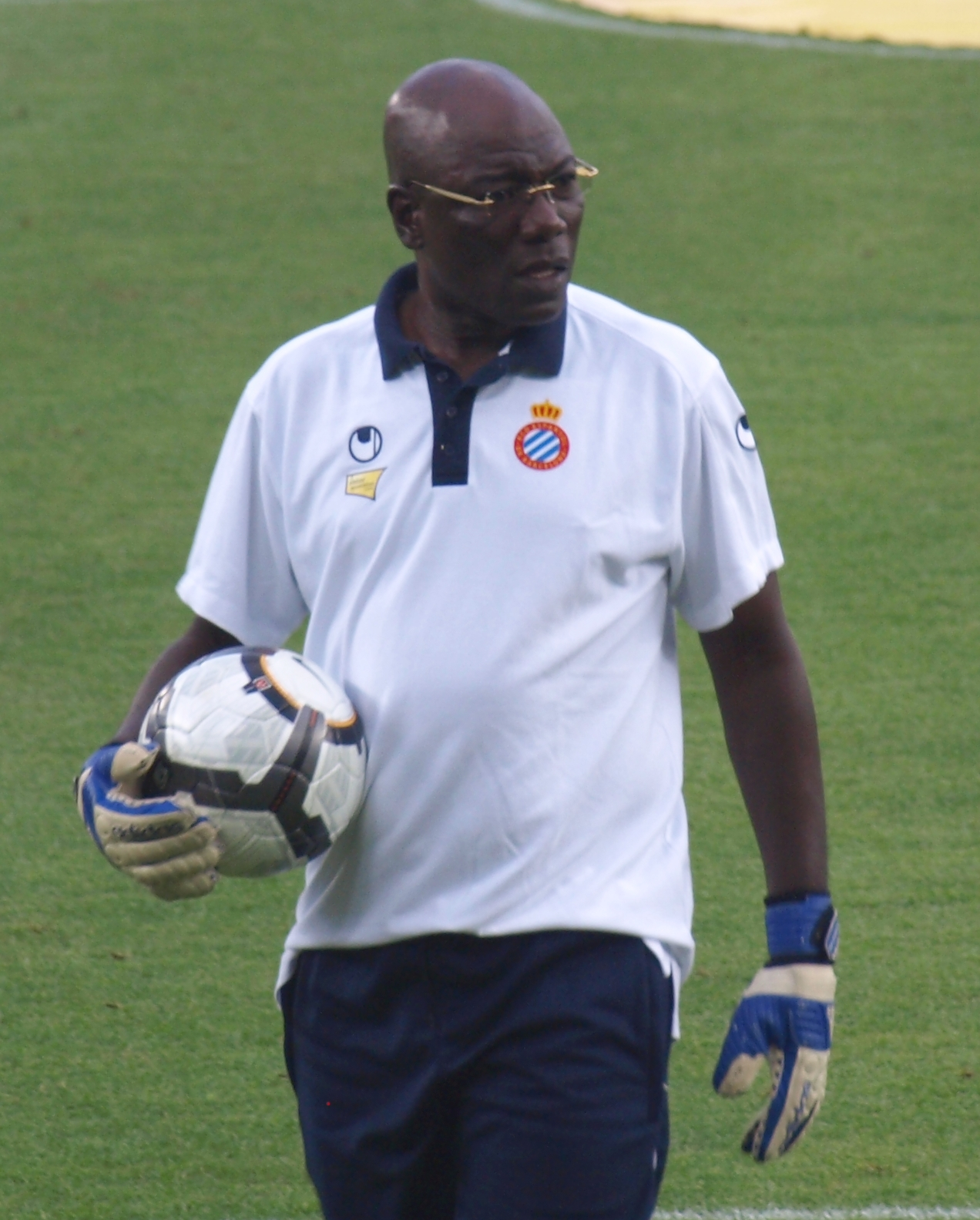
Thomas N’Kono (* 1955)

- Nkoronko, Christopher Ndizeye (* 1970), tansanischer Geistlicher und römisch-katholischer Bischof von Kahama
- Nkosi, Lewis (1936–2010), südafrikanischer Schriftsteller, Hochschullehrer, Journalist und Komponist
- Nkosi, Siyabonga (* 1981), südafrikanischer Fußballspieler
- Nkosi, Thenjiwe Niki (* 1980), südafrikanische Malerin und Multimedia-Künstlerin
- Nkosi, West (1940–1998), südafrikanischer Jazzmusiker
- Nkosi, Zacks (1919–1978), südafrikanischer Jazz- und Unterhaltungsmusiker
- Nkou, Joséphine (* 1997), französisch-kongolesische Handballspielerin
- Nkou, Pierre-Célestin (1927–1983), kamerunischer römisch-katholischer Geistlicher und Bischof von Sangmélima
- N’Koudou, Georges-Kévin (* 1995), französischer Fußballspieler
- N’Koué, Pascal (* 1959), beninischer Geistlicher, Erzbischof von Parakou
- N’Kouka, Martin (* 1958), kongolesischer Fußballspieler
- N’Koulou, Nicolas (* 1990), kamerunischer Fußballspieler
- Nkounkou, Niels (* 2000), französischer Fußballspieler
- Nkoyo, Edouard Isango (* 1973), kongolesischer römisch-katholischer Geistlicher, Weihbischof in Kinshasa

### Nkr
- Nkrumah, Fathia (1932–2007), First Lady von Ghana
- Nkrumah, Kwame (1909–1972), ghanaischer PolitikerKwame Nkrumah (1909–1972)

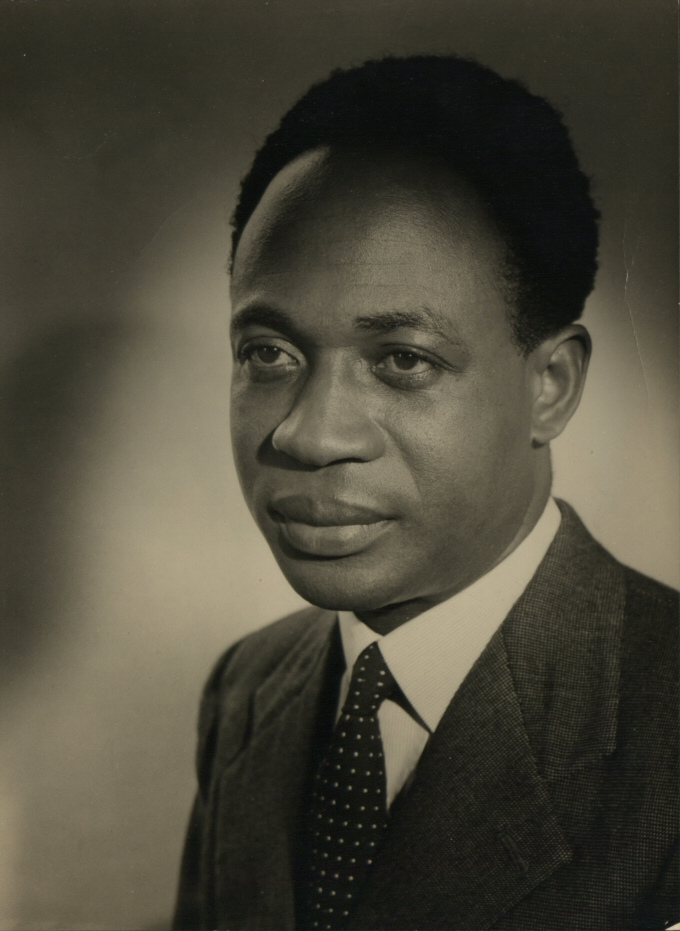
Kwame Nkrumah (1909–1972)

- Nkrumah, Nando (* 1979), deutsch-ghanaischer Künstler
- Nkrumah-Acheampong, Kwame (* 1974), ghanaischer Skirennläufer

### Nku
- Nku, Mercy (* 1976), nigerianische Sprinterin
- Nkuah-Boateng, Samuel (* 1968), ghanaischer Geistlicher, römisch-katholischer Bischof von Wiawso
- Nkufo, Blaise (* 1975), Schweizer Fußballspieler
- Nkuhlu, Wiseman (* 1944), südafrikanischer Bildungspolitiker und Manager
- Nkuissi, Thomas (1928–2011), kamerunischer Geistlicher und römisch-katholischer Bischof von Nkongsamba
- Nkulikiyinka, Christine (* 1965), ruandische Diplomatin
- Nkumbula, Harry (1916–1983), sambischer Politiker
- Nkunda, Laurent (* 1967), kongolesischer Rebellenführer im Osten der DR Kongo
- Nkundabera, Jean de Dieu, ruandischer Para-Leichtathlet
- Nkunku, Christopher (* 1997), französischer FußballspielerChristopher Nkunku (* 1997)

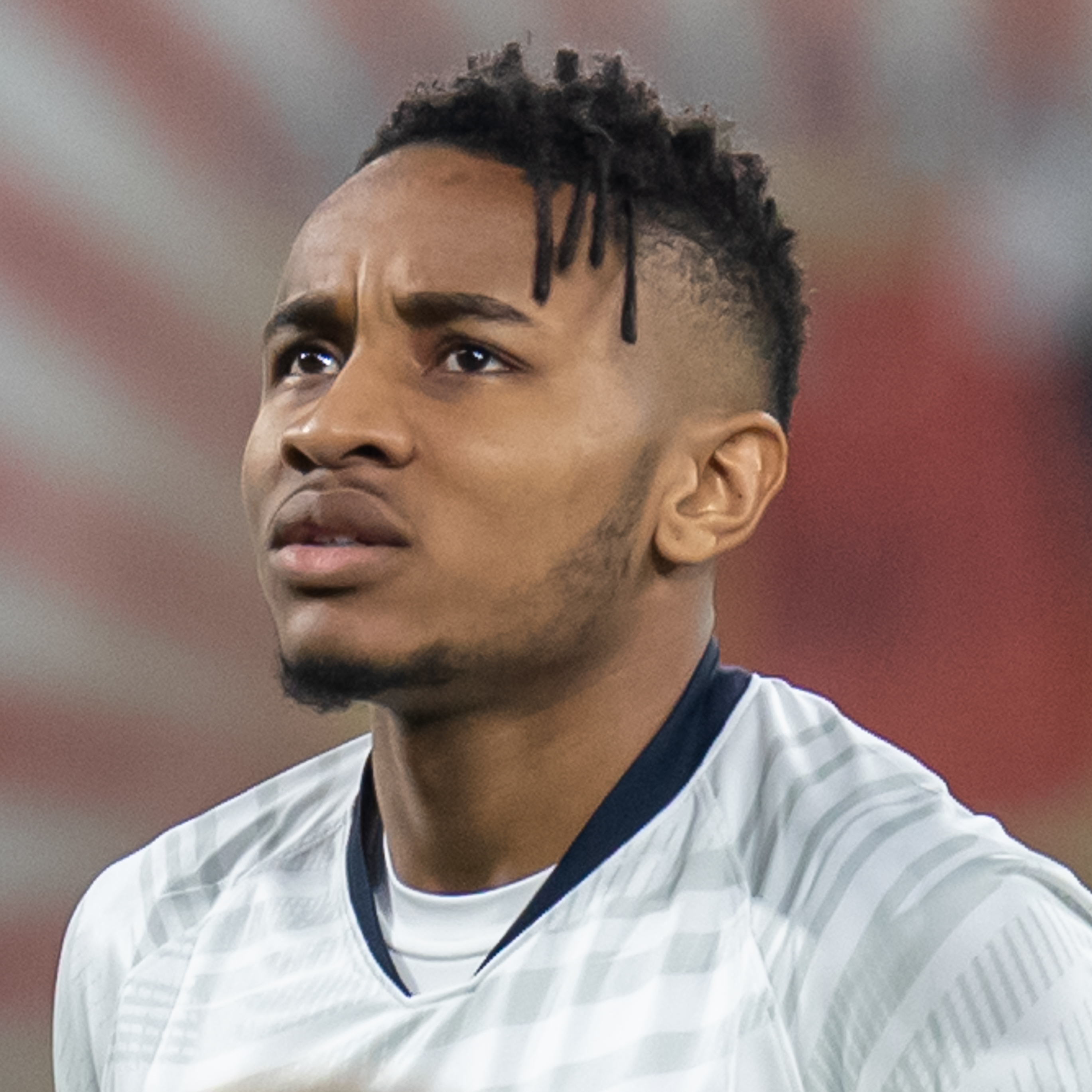
Christopher Nkunku (* 1997)

- Nkuo, George (* 1953), kamerunischer Geistlicher, römisch-katholischer Bischof von Kumbo
- Nkurunziza, Pierre (1964–2020), burundischer Politiker und Präsident
- Nkurunziza, Yannick (* 2002), burundischer Fußballspieler

### Nkw
- Nkwande, Renatus Leonard (* 1965), tansanischer Geistlicher, römisch-katholischer Erzbischof von Mwanza
- Nkwocha, Perpetua (* 1976), nigerianische Fußballnationalspielerin